# 臺中鄰保館
24°08′22″N 120°40′27″E / 24.139369°N 120.674254°E

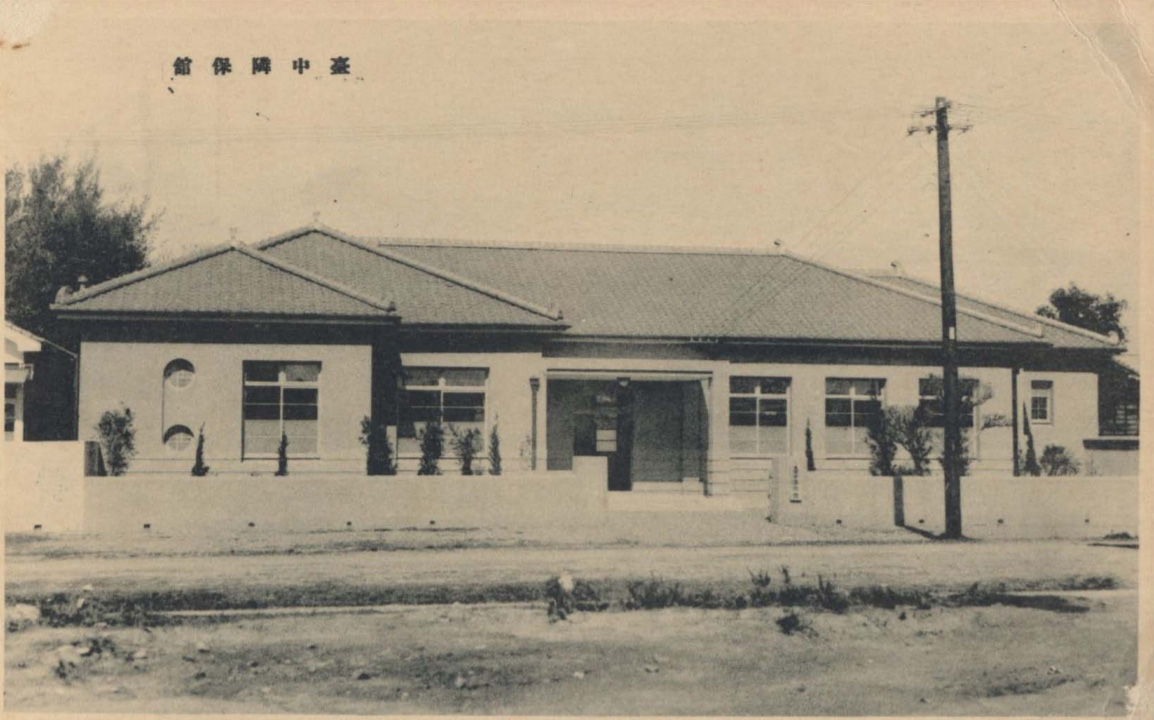
臺中鄰保館

臺中鄰保館為台灣日治時期臺中市的社會福利設施之一，位於臺中市旭町三丁目2番地，由半官方的地方團體「台中市方面委員事業助成會」設立，專門對中產階級以下的民眾進行看診、治療、健康諮詢、職業介紹、住宅供給、夜間教育等服務，並設有托兒所和職業輔導所。其原址現為衛生福利部中區兒童之家慈暉大樓。

## 介紹

### 日治時期
鄰保館或社會館為臺灣日治時期提供各種社會教化與救助工作的設施，臺中鄰保館即為其中之一。臺中鄰保館於1935年8月動工，1936年12月竣工，1937年3月15日開館，此處原本為台中慈惠院。臺中鄰保館由河野技手設計，為一棟木造平房，加上附屬建築和職員宿舍等基地總坪數為1,300多坪。另外，臺中鄰保館北側建有提供低收入戶的簡易住宅兩棟八戶。臺中鄰保館提供的服務包含舉行各種集會、講習會、輕費看診、治療、免費健康諮詢、免費助產和職業介紹等，並設有方面委員會聯合事務所、社會事業圖書館和社會事業俱樂部。其於1938年設有和裁洋裁講習所。
竹田宮恆久王妃昌子內親王於1938年訪台時，曾於1938年7月1日至台中鄰保館視察。

### 戰後
台中鄰保館在1949年改為「臺灣省立台中育幼院」，1999年改名為「臺灣省立中區兒童之家」，2013年改隸改名為「內政部中區兒童之家」，2013年因組織改造改名為「衛生福利部中區兒童之家」。

## 其他
臺灣日治時期其他的鄰保設施尚有「人類之家」（1911年，位於大稻埕）、「嘉義鄰保館」（1934年）、「彰化鄰保館」（1937年），而「豐原鄰保館」（1937年）、「清水社會館」（1937年）和「東勢社會館」（1937年）皆是為了紀念1935年新竹–台中地震以及災後復興所設置，除了具診療所和集會所等功能外，皆設有震災記念室或資料室。